# زكية إسماعيل حقي
زكية إسماعيل حقي وهي سياسية عراقية شغلت منصب عضوة في مجلس النواب العراقي في دورته الأولى من عام 2005 إلى 2010. توفيت في 23 أغسطس 2021.

## السيرة والنشأة
تعتبر زكية أول قاضية تعينت في العراق والوطن العربي. ولقد ولدت من عائلة كردية فيلية معروفة في العاصمة بغداد في نهاية عقد الثلاثينات. عرفت بحبها لطلب العلم، واكملت دراستها الجامعية في الحقوق بجامعة بغداد بدرجة أمتياز في عام 1957، وحصلت على شهادة بكالوريوس في إدارة الأعمال من إحدى الجامعات السويسرية عام 1966، ثم حصلت على شهادة ماجستير في القانون من جامعة بغداد بدرجة امتيازايضا في عام 1972. ثم حصلت على الدكتوراه في القانون الدولي من إحدى الجامعات الأمريكية.
عملت كمحامية منذ تخرجها حتى تعيينها كأول قاضية في العراق في 9 شباط /فبراير 1959 خلال فترة حكم عبد الكريم قاسم، في المحكمة الشرعية ببغداد.ثم عينت بمنصب مستشارة قانونية عام 1964 في المعهد الحكومي، وعملت كمديرة عامة للشؤون الإدارية والقانونية في المؤسسة العامة للدواجن حتى عام 1969، حيث عينت كمستشارة وخبيرة في الشؤون القانونية بوزارة الزراعة حتى التحاقها بالثورة الكردية التي اندلعت في العراق عام 1974 بقيادة مصطفى البارزاني. وبعدها عملت محامية لحين سفرها خارج العراق عام 1996.
وهي متحدثة جيدة وتتقن خمس لغات هي اللغة الكردية، والعربية، والفارسية، والأفغانية والإنكليزية. ولقد نشرت دراستان حول الحقوق الدستورية كجزء من دراستها الاكاديمية. ولها بحوث ودراسات كثيرة ومقالات منشورة حول خروقات حقوق الإنسان في العراق ودور المرأة العراقية في تسريع نسبة التطور الاقتصادي في المجتمع. وقد دافعت عن كثير من المتهمين العراقيين والأكراد في المحاكم العسكرية نظراً لوعيها المبكر في مجال حقوق الإنسان وحقوق المرأة، وشعورها بمظلومية قومها.
وعندما التحقت بالحركة التحررية الكردية كانت من روادها حيث كانت من المؤسسات لاتحاد نساء كوردستان في 11 كانون الأول 1952، وكان الاتحاد أول تنظيم نسوي في العراق، وقد شغلت منصب رئيسة الاتحاد منذ بدايته ولغاية عام 1975، وذلك بعد فشل الثورة الكردية عقب إبرام اتفاقية الجزائر من نفس العام.
انتخبت للجنة القيادة في الحزب الديمقراطي الكردستاني في مؤتمر الحزب عام 1970، وكانت المرأة الوحيدة في تلك القيادة. وخلال الثورة الكردية عام 1974 انتخبت كعضوة في المجلس القانوني الخاص للتحضير لمسودة دستور مستقبلي لعراق فيدرالي ولاقليم كردستان العراق. ومثلت الحزب والاتحاد في كثير من المؤتمرات العالمية في العديد من الدول الأوربية والآسيوية ولمرات كثيرة ومن هذه البلدان: المملكة المتحدة، وفرنسا، والنمسا، وإيطاليا، والسويد، وألمانيا، وتشيكوسلوفاكيا، ورومانيا، والاتحاد السوفيتي، والصين، ومنغوليا، وإيران، والهند، وتونس، والسودان، ومصر، والأردن، وسوريا، ولبنان.
تعرضت للاضطهاد نتيجة لمواقفها السياسية، حيث جردت من منصبها كقاضية في 6 حزيران 1962 لاشتراكها في تظاهرة مطالبة بالسلام في كردستان ووقف العمليات العسكرية ضد الشعب الكردي وثورته، في ثورة أيلول التي اندلعت في عام 1961 بقيادة مصطفى البارزاني، وبعد تنصل الثورة من تنفيذ مطالب الشعب الكردي المشروعة في حكم ذاتي. نفذ فيها حكماً بالإقامة الجبرية لمدة تزيد على 21 عاماً ما بين الاعوام 1975-1996 صدرت بحقها من قبل سلطة حزب البعث، ولحين مغادرتها العراق إلى الولايات المتحدة. ولكن كانت خير سفيرة للمضطهدين في العراق، ولم تنسى قط انتمائها الكردي حيث كانت سباقة للدعوة للكشف عن مصير ابنائهم المحتجزين في العراق، وتوضيح معاناة الكرد الفيلية في وسط المجتمع الأمريكي.
انتخبت كناطق رسمي لمجلس العراقيين الامريكان في عام 1996. وكذلك عضوة في مشروع القانون الانتقالي منذ عام 2002، وفي مشروع الشفافية ومحاربة الفساد ومجلس إعادة اعمار العراق منذ عام 2003. وعادت إلى بغداد بعد ذلك لتستلم مهامها كمستشار أقدم في وزارة العدل وخبيرة، لتساهم في تحديث النظام القانوني للعراق. فمثلت الحكومة العراقية ضمن وفد مكون من أربعة أعضاء والذين قدموا إلى لندن في تشرين الأول 2003 للمطالبة بحقوق العراقيين ضد المشاركين في فضيحة استيراد «الدم الفاسد إلى العراق» ابان الحكم السابق والتي شغلت الرأي العام لفترة. كما كانت ضمن الوفد القانوني المفاوض الذي سافر إلى كل من فرنسا والولايات المتحدة في كانون الأول 2004 لرفع دعوة قضائية ضد الشركات المساهمة في تلك الفضيحة وتفويض مجموعة من المحامين الأمريكان للمطالبة بالتعويضات لأسر الضحايا.
وترأست منظمتين محليتين غير حكومية تسعى من خلالهما إلى تزويد كل النساء والأطفال المشردين بالخيام كسكن مؤقت. ولقد عينت بمنصب مفتشة عامة لوزارة العمل والشؤون الاجتماعية في آذار 2004. ثم انتخبت كعضوة إلى الجمعية الوطنية العراقية في الانتخابات التي جرت في 30 كانون الثاني 2016 عن قائمة العراقيون. وساهمت في ثلاث لجان منبثقة من الجمعية هي: لجنة النزاهة ومكافحة الفساد، ولجنة السيادة ولجنة صياغة مسودة الدستور العراقي الجديد.